# バウラードゥ
バウラードゥ（イタリア語: Bauladu）は、イタリア共和国サルデーニャ自治州オリスターノ県にある、人口約700人の基礎自治体（コムーネ）。

## 地理

### 位置・広がり

#### 隣接コムーネ
隣接するコムーネは以下の通り。
- ボナルカド
- ミーリス
- パウリラーティノ
- ソラルッサ
- トラマッツァ